# Deus otiosus
Deus otiosus (łac. "bóg pasywny") – używane w religioznawstwie określenie boga oddalonego, nieingerującego w sprawy świata. Deus otiosus jest najczęściej bogiem uranicznym, stworzycielem świata i prawodawcą, który dokonawszy aktów stworzenia oddalił się od spraw ludzkich. Mimo przekonania wiernych o jego istnieniu nie oddaje mu się czci, czasem jedynie w sytuacji wyjątkowych katastrof jest przywoływane jego imię. Występuje w wielu religiach pierwotnych. Często był wypierany przez zastępy nowej generacji bogów, o dużo bardziej dynamicznej i aktywnej charakterystyce. Koncepcja bóstwa biernego pokrewna jest ideom deizmu.
Koncepcję boga pasywnego opracował i spropagował w swoich pracach Mircea Eliade, podał szereg bóstw odpowiadających temu archetypowi:
- Kari/Karei/Ta Pedn – bóstwo Semangów z półwyspu Malajskiego[4]
- Olorun ("właściciel nieba") – bóstwo Jorubów z Wybrzeża Niewolniczego[5]
- Nzane/Nsambe – bóstwo Fangów z byłego Konga Francuskiego[5]
- Nzambi – bóg Bantu, u Hererów Ndjambi[6]
- Efile Mokulu – bóstwo Basongów[5]

M.in. hinduistyczny bóg Djaus, Iho – bóstwo czczone w Nowej Zelandii i na Tahiti, Nzambi czczonego u Bantu, Chuku u ludu Ibo, Mbongo (nazywany też Mbombo, Bumba) u ludu Buszongo, Olorun (Olodumare) u Jorubów, Alouroua z plemienia Baule z Wybrzeża Kości Słoniowej, być może Brahman, Swaróg w religii Słowian, Mon Dieu w Voodoo są takimi bóstwami. W Sumerze Enlil i Enki byli młodszymi bogami, którzy zastąpili deus otiosus Ana (Eliade: 57). W mitologii greckiej starsi bogowie, tacy jak Uranos i Gaja, zostali zastąpieni przez olimpijczyków Zeusa i Herę. W hinduizmie w wielu średniowiecznych puranach Indra ukazuje się jako deus otiosus, podczas gdy Śiwa i Wisznu są młodszymi, bardziej aktywnymi bogami, których łatwiej poznać i dosięgnąć. W mitologii bałtyjskiej Deivas najprawdopodobniej był deus otiosus.